# Spassk-Rjazanskij
Spassk-Rjazanskij (rusky Спасск-Рязанский) je město v Rjazaňské oblasti v Ruské federaci. Při sčítání lidu v roce 2010 měl bezmála osm tisíc obyvatel.

## Poloha a doprava
Spassk-Rjazanskij leží v Meščorské nížině v meandru Oky, přítoku Volhy. Nejblíže protéká Oka východně od města, ale z hlediska celého jejího toku leží Spassk-Rjazanskij na jejím severním, levém břehu.
Na pravém břehu přibližně patnáct kilometrů jižně od města vedou nedaleko od sebe železniční trať z Moskvy přes Rjazaň a Ruzajevku do Syzraně a dálnice M-5 Ural z Moskvy přes Rjazaň a dále do Samary a Čeljabinsku.

## Dějiny
Vesnice obchodníků a řemeslníků se statusem slobody zde byla nejméně od 15. století, ale první listinná zmínka je až roku 1629. Jméno Spassk vychází z toho, že původně patřila klášteru Spas-Zarečenskij monastyr. Slovo Spas v jeho názvu znamená Spasitel.
Od roku 1778 je 1778 je Spassk městem. Od roku 1929 je jeho jméno rozšířeno na Spassk-Rjazanskij pro odlišení od ostatních Spassků.

### Rodáci
- Oleg Ivanovič Romancev (* 1954), fotbalista a fotbalový trenér